# 片塩商店街

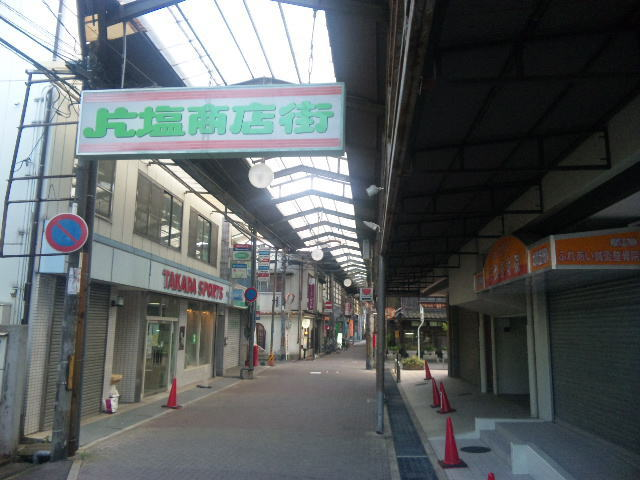
片塩商店街

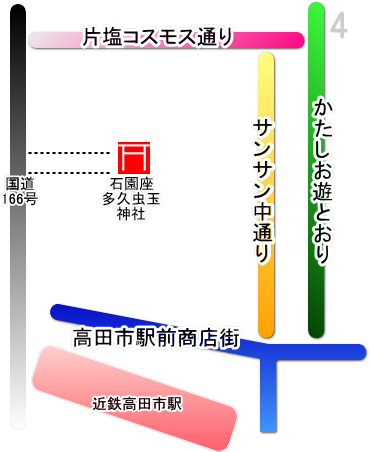
商店街簡易地図

片塩商店街（かたしおしょうてんがい）は、奈良県大和高田市にあるアーケード商店街。近鉄南大阪線高田市駅の北側に、石園座多久虫玉神社（通称、竜王宮）を囲むようにコの字型に広がっている。

## 概要
奈良県の商都、大和高田市を代表する商店街の一つである。大阪（阿部野橋）と奈良県南部吉野方面を結ぶ近鉄南大阪線・高田市駅前に位置し、主に近辺住民に商品を売る商店街である。現在、高田市駅前商店街（駅前通り）、かたしお遊とおり、サンサン中通り、片塩コスモス通りの4つのグループに分かれて、買い物客に対して様々なサービスの試みを行っている。
2015年 近畿経済産業局より「近畿イケテル商店街10選」に選ばれた。また2016年に中小企業庁より全国「はばたく商店街30選」に選ばれ、表彰された。

## 歴史
1929年（昭和4年）に大阪鉄道・高田町駅（現在の近鉄南大阪線・高田市駅）が開業することに伴い、自然発生的に商店街が構成され、1945年頃には大まかな形ができあがった。1972年にイズミヤ、1976年にはニチイ（1992年にサティへ転換）のスーパーマーケットが付近に開店した。それ以前からアーケードが整備され、吉野方面からの買い物客などで賑わった。その後は、大型店舗郊外化の影響を受けサティを中心に近辺の住民に対する商店街として徐々に性格を変えていった。
　現在はイズミヤ、サティの撤退を経験して、４通りの商店街が一丸となり、独自のイベントや施設を作り、地元に愛される商店街というテーマのもと、地元のファンや行政、地元企業の協力も得ながら、精力的に活動している。

## 店舗・施設

### 高田市駅前商店街
- 泉尾精肉店
- 大西青果店
- 横善
- 神戸コトブキ
- 中華料理みゆき
- 喫茶みやけ
- ごはんどき
- 居酒屋白木屋
- 岡田自転車商会
- きむら駐輪場
- デイリーヤマザキ
- ミナミモト
- レディースファッション「ジュネ」
- 婦人服地・衣料「むらしま」
- レディースファッション「しま田」
- 美容室ピーナ
- 吉川タバコ店
- マツモト書店
- 上田写真館
- 手芸の店・小窓  https://web.archive.org/web/20201128031424/http://www016.upp.so-net.ne.jp/komado/index_f.html
- おかしのいろは屋
- ダイヨシ
- 市駅吉田ビル　（ 4階・教育旅行推進機構　http://www.etpo.jp ）

- 日本料理 市藤

### かたしお遊とおり
- フルーツショップひろはら
- Laule’a
- なごみカフェおかわり
- 久富餅
- 理容シミズ
- 片塩楽市
- 奈良テレビ放送大和高田支局
- 片塩カルチャーセンター
- 加藤商店　https://www.unebi.co.jp/index.html
- プログラミングスクール三銃士片塩校
- ロココヘアー
- よしだ毛糸店
- PRELE進学ゼミ

### 片塩コスモス通り
・カットサロンナオハラ
・あきな美容整体院
・ネイル アオアクア
・気功整体院
・ティールーム マーガレット
・(株)末吉楽器店
・喫茶 シャドウ
・酒蔵割烹 布川
・婦人服　カリス
・資生堂 福助屋
・カイロプラクティック院　さわやか
・セレクトファッション ひなた http://hinata-select.com
・ドラッグ ダイヨシ
・洋服の病院
・(株)清澄不動産
・きもの 京ろまん
・京進
・松本鍼灸整骨院
・デイサービス さんさん
・がんばる学園
・ガルリカフェ アエレ
・フラワーショップ KARENDO
・ヘアーサロン ジャパン
・ソレイユ
・まつ本鮮魚店
・サグンインドレストラン&バー
・レストラン　37+1

### サンサン中通り
- ほかほか弁当高田店
- ダイヨシ薬局片塩店
- 関西英数学院
- カラオケジュノン
- 才谷屋
- 魚萬
- なるとや

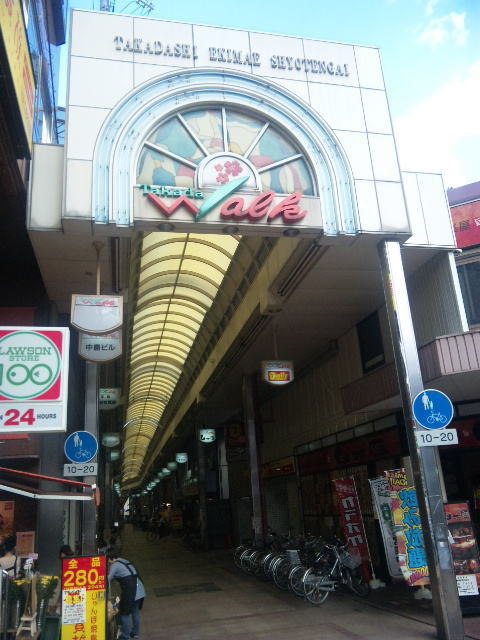
高田市駅前商店街入り口
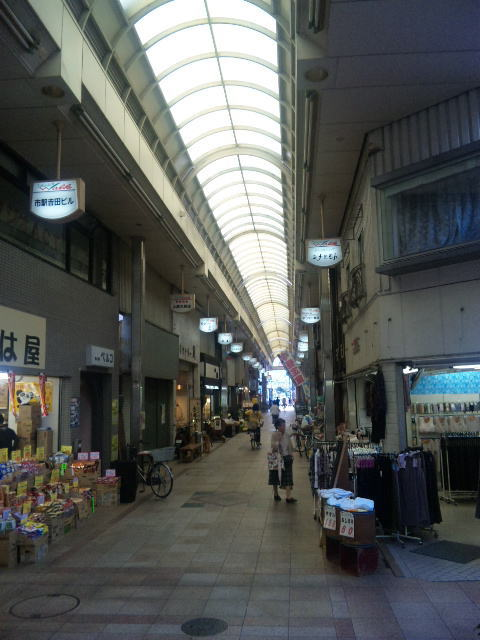
高田市駅前商店街アーケード
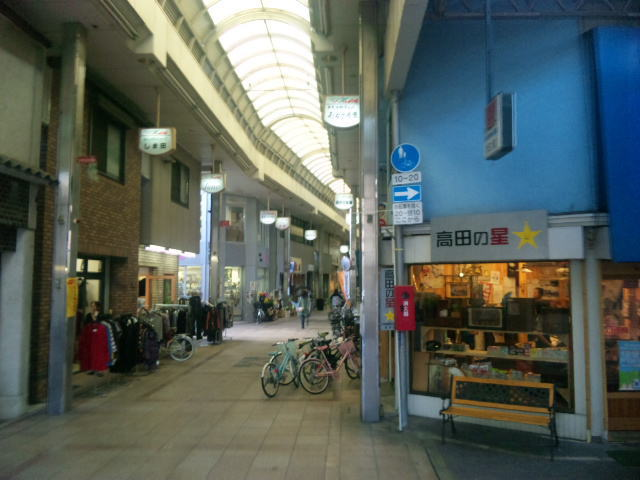
高田市駅前商店街と、かたしお遊とおりの交差地点
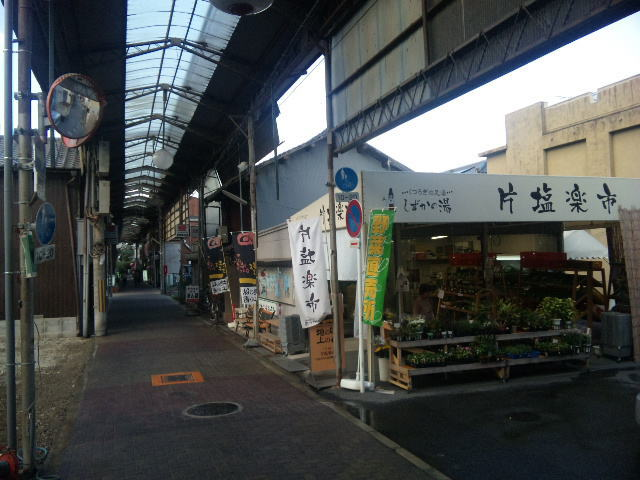
片塩商店街（かたしお遊とおり）
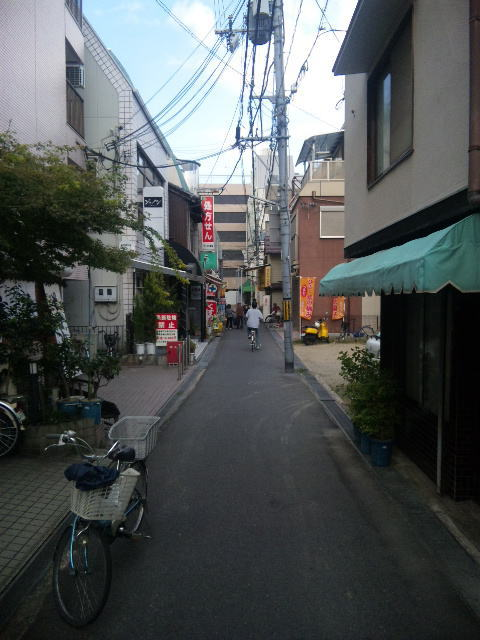
片塩商店街（サンサン中通り）